# سيدي الجزولي
سيدي الجزولي هي جماعة قروية تابعة لإقليم الصويرة ضمن جهة مراكش - تانسيفت - الحوز بالمغرب. بلغ مجموع عدد سكان سيدي الجزولي  حسب إحصاءات 2004 حوالي 7360 نسمة يعيشون في 1304 أسرة.